# Lyne (Surrey)
Pour les articles homonymes, voir Lyne.
Lyne est une localité anglaise du Surrey située à environ 32 km au sud-ouest du centre de Londres.